# Nino Dal Fabbro
Nino Dal Fabbro, all'anagrafe Giovanni Aldo Dal Fabbro (Verona, 26 febbraio 1923 – Sutri, 12 agosto 1980), è stato un attore, doppiatore e regista italiano.

## Biografia
Esordisce al cinema nel 1946, nel film Montecassino, poi ancora come attore nel film La signora senza camelie di Michelangelo Antonioni, a cui seguono vari ruoli in importanti pellicole dell'epoca come Tempi nostri, Peccato che sia una canaglia o La fortuna di essere donna. Contemporaneamente lavora come doppiatore sia per attori italiani (Lino Toffolo, Umberto Raho o Raffaele Pisu) che per attori stranieri. Presta la propria voce all'attore Patrick Macnee nel telefilm Agente speciale e a Jack Webb in Dragnet.
Negli ultimi anni della propria carriera lavora soprattutto come attore in sceneggiati televisivi, fra cui La carriera (1974), Diagnosi (1975), Processo per l'uccisione di Raffaele Sonzogno giornalista romano (1975), Ritratto di donna velata (1975) o Verdi, che nel 1982 segna l'ultimo ruolo (postumo) della carriera di Dal Fabbro.
Nel 1978 ha cantato la canzone Il bosco dei perché, sigla della trasmissione televisiva La fiaba quotidiana.
È stato marito dell'attrice e doppiatrice Vanna Polverosi e padre del doppiatore Luca Dal Fabbro.

## Filmografia

### Attore

#### Cinema
- Montecassino, regia di Arturo Gemmiti (1946)
- Una voce nel tuo cuore, regia di Alberto D'Aversa (1949)
- La signora senza camelie, regia di Michelangelo Antonioni (1952)
- Tempi nostri - Zibaldone n. 2, regia di Alessandro Blasetti (1954)
- Peccato che sia una canaglia, regia di Alessandro Blasetti (1954)
- Rascel-Fifì, regia di Guido Leoni (1956)
- La fortuna di essere donna, regia di Alessandro Blasetti (1956)
- Lupi nell'abisso, regia di Silvio Amadio (1959)
- Vacanze in Argentina, regia di Guido Leoni (1960)
- Ercole, Sansone, Maciste e Ursus gli invincibili, regia di Giorgio Capitani (1964)
- La ragazza in prestito, regia di Alfredo Giannetti (1964)
- La via del petrolio, regia di Bernardo Bertolucci (1966)
- Come rubare la corona d'Inghilterra, regia di Sergio Grieco (1967)
- Lettera aperta a un giornale della sera, regia di Francesco Maselli (1970)
- Amore amaro, regia di Florestano Vancini (1974)
- In nome del Papa Re, regia di Luigi Magni (1977)

#### Televisione
- Il misantropo di Menandro, regia di Nino Dal Fabbro, trasmessa il 7 settembre 1959.
- I masnadieri, di Friedrich Schiller, regia di Anton Giulio Majano, trasmessa il 2 ottobre 1959.
- La torre sul pollaio di Vittorio Calvino, regia di Alberto Gagliardelli, trasmessa il 18 dicembre 1959.
- Adelchi di Alessandro Manzoni, regia di Vittorio Gassman, trasmessa il 5 marzo 1961.
- Diagnosi, regia di Mario Caiano – miniserie TV (1975)
- Ritratto di donna velata, regia di Flaminio Bollini (1975)
- Giuseppe Verdi, regia di Renato Castellani (1982)

- Partecipò inoltre, negli anni dal 1968 al 1970, alla rubrica pubblicitaria televisiva Carosello, pubblicizzando insieme a Nino Besozzi e Ciccio Barbi, il dentifricio Chlorodont.

## Doppiatore
- Jacques Herlin in Una vergine per il principe, Il compagno don Camillo
- Bernard Blier in La grande guerra
- Richard Anderson in Il pianeta proibito
- Cyril Cusack in Sacco e Vanzetti
- Jean Lefebvre in Una ragazza a Saint-Tropez
- Marco Ferreri in Il fischio al naso
- Silvio Bagolini in Piccola posta
- Raffaele Pisu in Susanna tutta panna
- Lino Toffolo in Brancaleone alle crociate
- Umberto Raho in Satanik
- Voce narrante in Un'estate, un inverno

## Teatro
- Il sacro esperimento di Fritz Hoch Waelder, regia di Hans Hinrich, prima al Teatro delle Arti di Roma il 13 aprile 1948.

## Prosa radiofonica Rai
- Giorni felici, di André Puget, regia di Marco Visconti, trasmessa il 22 marzo 1954.
- Il Campiello, di Carlo Goldoni, regia di Corrado Pavolini, trasmessa  il 8 febbraio 1955.
- Felicita Colombo, commedia di Giuseppe Adami, regia di Gian Domenico Giagni, trasmessa il 14 febbraio 1955
- La sera del sabato di Guglielmo Giannini, regia di Anton Giulio Majano, trasmessa il 16 novembre 1959.
- Un vecchio al sole, radiodramma di Massimo Dursi, regia di Mario Ferrero, trasmessa il 2 marzo 1961